# Хондрозома угорська
Хондрозома угорська (Chondrosoma fiduciaria) — вид метеликів з родини п'ядунів (Geometridae).

## Поширення
Вид поширений у східній Австрії, Угорщині та Словаччині. Він також був зафіксований з Тарбагатайського району у горах Хангай та Сибіру.

## Опис
Розмах крил самців 18-24 мм. Самиці безкрилі.

## Спосіб життя
Імаго літають з жовтня по листопад. Личинки харчуються різними низькорослими рослинами. Заляльковування відбувається в ґрунті. Зимує яйце.